# Cerapachys angustatus
Cerapachys angustatus é uma espécie de formiga do gênero Cerapachys.